# علیمرادخان زند
علی‌مرادخان زند (۱۱۵۴ ه‍. ق– اول ربیع الثانی ۱۱۹۹ هجری قمری) فرزند الله‌مراد خان (قیطاس خان)، ششمین فرمانروای دودمان زندیه و پادشاه ایران از ۱۸ ربیع‌الاول ۱۱۹۶ تا اول ربیع‌الثانی ۱۱۹۹ ه‍.ق بود.
وی خواهرزادهٔ کریم خان و داماد وی بود. علیمرادخان در آغاز از سوی زکی خان، بر اصفهان فرمان می‌راند. اما پس از آن در جنگهایی توانست بسیاری از رقیبانش از جمله صادق خان زند را کنار بزند و بر پایتخت زندیان یعنی شیراز دست یابد. او پس از به حکومت رسیدن، اصفهان را پایتخت کرد و صیدمرادخان زند را والی شیراز نمود. علیمرادخان یگانه جانشین کریم خان بود که به مرگ طبیعی از قدرت کنار رفت.
آقامحمدخان قاجار توان فرماندهی او را می‌ستود. با این حال او به روسیه پیشنهاد کرد سرزمین‌های آن سوی ارس را به آن دولت واگذارد و در برابر فرمانروایی او از سوی روسیه به رسمیت شناخته شود و پشتیبانی گردد. ولی به روایتی دیگر به فتحعلی خان دربندی نامه ای نوشت که همچنان مانند دوره وکیل، اجازه‌ای به روس برای عبور از قفقاز داده نشود.
او پس از رسیدن به قدرت در ۱۱۹۶ ه‍.ق پری‌جهان خانم دختر بزرگ کریم‌خان زند را به همسری خود برگزید.
علیمرادخان میرزا عبدالله شهاب ترشیزی را بر آن داشت که تاریخ زندیان را به شیوهٔ شاهنامه بسراید. همچنین ابوالحسن مستوفی غفاری کتاب گلشن مراد را به دستور او به نثر مصنوع نوشت که شامل حوادث عصر نادرشاه و زندیه است.
پس از درگذشت او در ۱۱۹۹ قمری، جعفرخان زند فرزند صادق خان و برادر مادری علیمرادخان، با شکست دادن باقرخان خوراسگانی (والی اصفهان و گماشتهٔ علیمرادخان) و نیز فریفتن و کور کردن شیخ‌ویس خان زند (فرزند علیمرادخان) به فرمانروایی زندیان رسید و توانست سه سال بر بخش‌های عمده ایران حکومت کند.

## حکومت علی‌مرادخان زند

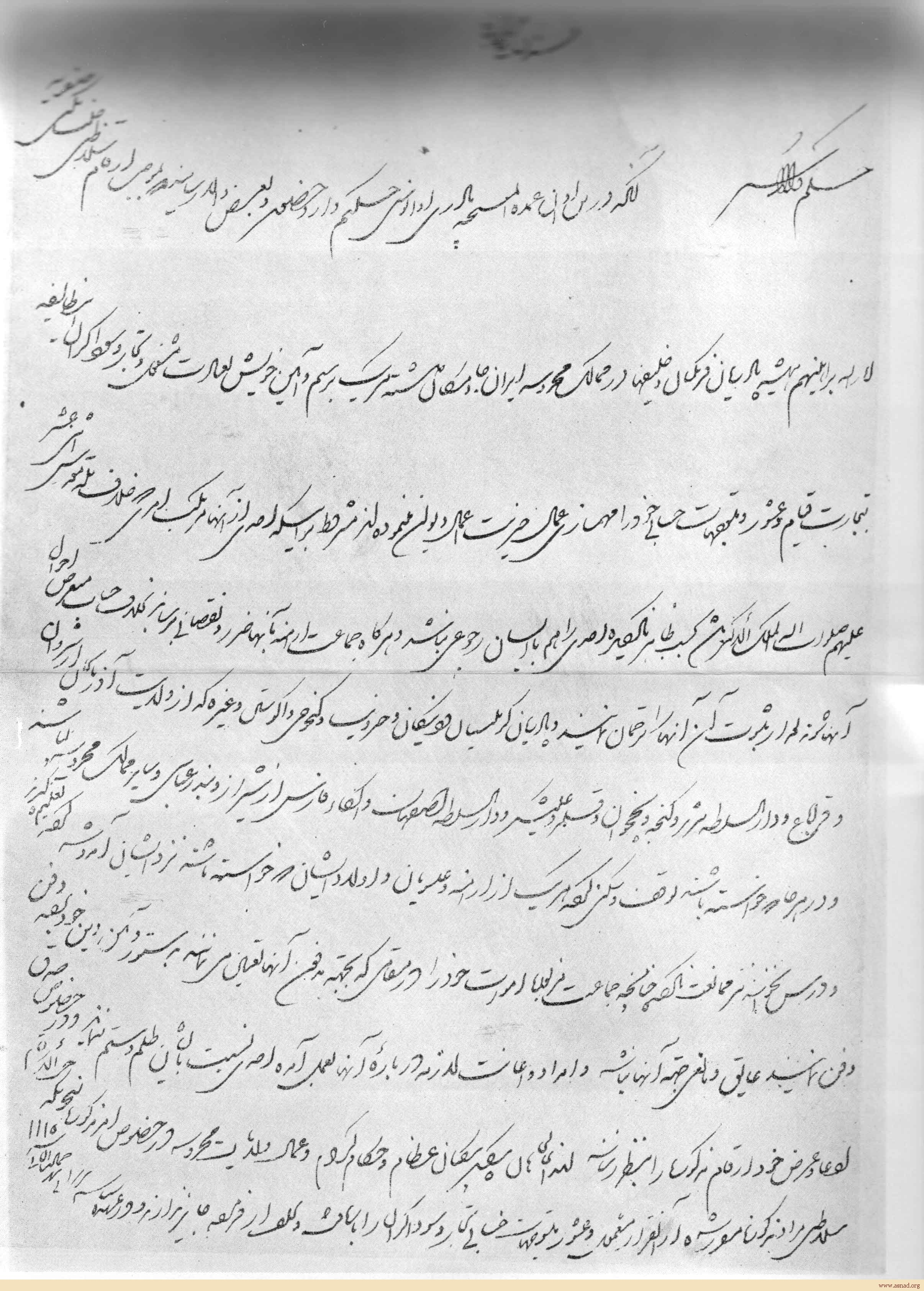
تصویر یکی از فرمانهای علیمرادخان زند

علی‌مرادخان در حکومت مشترک ابوالفتح‌خان و زکی‌خان مأمور تنظیم امور نواحی مرکزی ایران بود و در همان ایام بر ضد زکی‌خان علم طغیان برافراشت. او پس از مرگ زکی‌خان قدرت خود را تثبیت کرد و سپس به بهانه برکناری ابوالفتح‌خان، مدعی حکومت صادق‌خان شد و با شکست و قتل وی سرانجام از میان انبوه مدعیان خاندان زند که با توطئه‌ها و کشتار به جان هم افتاده بودند پادشاه شد و حدود چهار سال حکومت کرد.
علی‌مرادخان مردی ثابت‌قدم و شجاع، ولی شرابخوار و تندخو بود. در جنگ با عثمانی‌ها در حالت مستی به اسارت درآمد، ولی پاشای عثمانی از ترس کریم‌خان او را به ایران فرستاد. نخستین رویارویی با مدعی حیله‌گیر و قدرتمند سلسله زند یعنی آقامحمدخان قاجار در زمان او به وقوع پیوست. سایکس می‌نویسد: آقامحمدخان، نهایت درجه از علی‌مراد خان حساب می‌برد و اغلب می‌گفت: بگذار ما تا زمانی که این شخص محترم کور (علی‌مراد یک چشمش را از دست داده بود) در راه ما قرار دارد صبر کنیم و پس از مرگ او، و نه قبل از آن، ممکن است ما در پیشرفت خود به‌سوی عراق موفق شویم.
در مدتی که خان‌های زند به جان هم افتاده بودند، آقامحمدخان بدون مزاحمت دیگران شهرهای مازندران و گرگان و گیلان را تحت‌فرمان خود درآورد و در سال‌های اول حکومت علی‌مرادخان حوزه نفوذ خود تا قزوین و تهران توسعه داد و زمینه سلطنت جدیدی را در شمال ایران فراهم ساخت.
علی مراد خان با انتخاب اصفهان به عنوان پایتخت، اولین قدم را برای انتظام ولایات شمالی برداشت اما اجل به وی برای تکمیل خواسته‌هایش مهلتی نداد. وارد تهران شد و فرزندش شیخ‌ویس خان را مأمور به سرکوب قاجاریه کرد. بنا بر گفته‌های عبدالرزاق دنبلی، بیگلربیگی ارومیه از طرف وی تعیین شد و به او مأموریتی محول شد تا سرحدات آذربایجان نظمی دوباره بگیرد. به فتحعلی خان دربندی نامه‌ای نوشت که همچنان مانند دوره وکیل، اجازه ای به روس برای عبور از قفقاز داده نشود. به شیخ‌ناصر و تمامی حکام بندرهای جنوب دستور داد تا با ناوگانش بحرین را که به وسیله اعراب قطیف تصرف شده بود، پس بگیرند (البته ناموفق بود و دوره کوتاه وی فرصت دوباره ای برای تصرف بحرین فراهم نکرد).
شایان ذکر است که نقل شده است که علی‌مرادخان زند، حاکم وقت اصفهان بود که از شخصی به نام آشنا می‌خواست مبلغی را در میان مستحقان تقسیم کند.
هنگامی که آشنابه وی گفت که مستحق‌شناس خداست و از قبول آن مبلغ خودداری نمود. علی‌مرادخان زند اصرار نمود و آشنا انکار کرد. تا آنکه علی‌مرادخان گفت: مستحق را که تشخیص دادید، حواله بنویسید و به نزد من بفرستید. هر کس حواله به مهر شما داشت را از این مال مساعدت می نمایم.
آشنا گفت: بازهم مشکل است؛ زیرا تو حاکمی و رسیدن به تو مشکل است و هنگامی تو اندرون باشی یا در خواب یا در حمام، کار خلق به تأخیر می‌افتد.
علی‌مرادخان ضمانت داد که کار ایشان را الساعه اجابت می کنم. اگر در اندرون باشم، بیرون بیایم و اگر در حمام باشم، وقفه اندازم و اگر در خواب باشم، می‌سپارم که بیدارم کنند.آشنا راضی شد.

## حرکت به سمت اصفهان
علی‌مرادخان پس از جمع‌آوری سپاه شیخ‌ویس، فرزند پانزده ساله خود را به فرماندهی سپاه گماشت و مأمور جنگ با آقامحمدخان کرد. سپاهیان زند موفق شدند ساری را تسخیر کنند و خان قاجار را شکست دهند، به‌طوری که وی به گرگان فرار کرد. شیخ‌ویس در ساری ماند و محمدزاهرخان را در تعقیب فراریان قاجار به گرگان فرستاد. محمدزاهرخان به‌علت جوانی و بی‌تجربگی یکی از معابری را که می‌توانست حفظ آن موفقیت زیادی به همراه داشته باشد، بدون نگهبان رها کرد و همین امر باعث برتری سپاه خصم شد. نیروهای شیخ‌ویس پس از آگاهی از شکست قوای محمدزاهرخان ساری و مازندران را با بی‌نظمی ترک کردند؛ به‌طوری که مورد غضب پدر قرار گرفت و تعدادی از فراریان هم مجازات شدند. علی‌مرادخان برای جبران شکست شیخ‌ویس مجدداً به جمع‌آوری سپاه پرداخت؛ اما این لشکر هم از جعفرقلی‌خان برادر آقامحمدخان شکست خورد. پس از شکست‌های پی‌درپی علی‌مرادخان، جعفرخان زند دست به شورش زد و از زنجان به سوی اصفهان حرکت کرد.

## درگذشت
در این ایام بیماری علی‌مرادخان شدت گرفت و او در اول ربیع الثانی ۱۱۹۹ در مورچه خورت اصفهان درگذشت. بنابر روایتی وی در قهرود کاشان درگذشته بود اما به تدبیر وزیرش میرزا ربیع اصفهانی مرگ وی افشا نشد تا در روحیه لشکریانش تأثیر منفی نگذارد اما در مورچه خورت جنازه علیمرادخان از تختش بر زمین افتاد و همه از مرگ وی آگاه شدند. پیکر علیمرادخان سه روز پس از مرگش در تکیه میرفندرسکی تخت فولاد اصفهان دفن شد و در زمان جعفرخان زند، پیکر وی را به نجف برده و در حرم علی بن ابی‌طالب به خاک سپردند.

## تبارنامه
علیمراد خان زند ششمین حاکم زند، جد خود ایناق خان زند را لر می‌داند و در ادامه خود را لر توصیف می‌کند.